# シャーリー・クラーク・フランクリン
シャーリー・クラーク・フランクリン（英語：Shirley Clarke Franklin、1945年5月10日 - ）は、アメリカ合衆国の政治家。第58代アトランタ市長を務めた。フランクリンはアトランタで最初の女性市長であり、また前任のビル・キャンベルに続く、アトランタ史上4人目にして南部主要都市における最初の黒人女性市長でもあった。

## 生い立ち
1945年5月10日にペンシルベニア州フィラデルフィアで生まれ育ち、ハワード大学で社会学の学士号を、ペンシルベニア大学で社会学の修士号を取得した。フランクリンは友愛会デルタ・シグマ・シータに所属した。

## 政治経歴
ジョージア州アトランタにおいて、メイナード・ジャクソン市長の下で文化局長を務めた。フランクリンは続いて、アンドリュー・ヤング市長の下で最高総務責任者及び市政代行官を務めた。
2001年にアトランタ市長に立候補し、フランクリンにとって公職に立候補したのはこれが初めてであった。フランクリンは総投票数の50パーセントの票を獲得して勝利した。対立候補には民主党のロブ・ピッツらがいた。
アトランタ市長在任中に市内の下水道の改修に重点を置いた。フランクリンの着任以前は市内の下水道は連邦政府が規定した水質汚染防止法の規制を超える汚さであり、市議会に対して環境保護庁から罰金が科せられていた。フランクリンは2002年から下水道問題に着手し、「クリーン・ウォーター・アトランタ」と題した浄化構想を発表した。

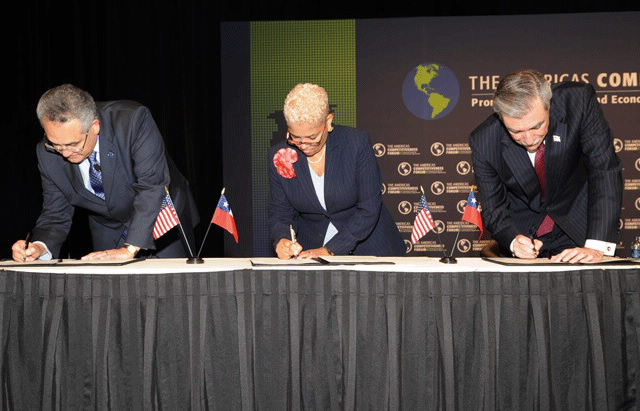
米州競争力フォーラムの引き継ぎを行うシャーリー・フランクリン

フランクリンは市長として、ジョージア州が定めた同性結婚禁止の法律に反対を表明した。フランクリンは州政府に対して現実問題から目を逸らしていると批判した。またフランクリンはアトランタ市内の緑化を図り、賛美を受けた。かつてアトランタはアメリカにおけるオフィスビル環境格付け認証であるLEEDの取得率が最も低い都市の1つであった。フランクリンの着任後LEEDの取得率は急激に上昇し、2007年にはLEEDの取得率が最も高い都市の1つとなった。
2005年にフランクリンは雑誌タイムにおいて、「アメリカの大都市の優秀な5人の市長」の1人に選ばれた。同年10月、フランクリンは雑誌USニューズ&ワールド・レポートにおいても、「2005年の有能なリーダー」の1人に選ばれた。
フランクリンは民衆から堅固な支持を受け、また商業部門からも強力な援助を受けた。また2005年11月にアトランタ市長に再選し、総投票数の9割以上を獲得する圧倒的な勝利であった。この選挙におけるフランクリンの人気は、将来の州知事選挙においてフランクリンが有力な候補者になり得ると考える人が多かったためと考えられた。
2006年2月に女性の政治参加を支援する組織ホワイトハウスプロジェクトは、シャーリー・フランクリンを2008年アメリカ合衆国大統領選挙に出馬する可能性がある8人の女性政治家のうちの1人として名前を挙げた。フランクリンはその8人の中で州知事・連邦議会議員・閣僚の経験を持たない唯一の人物であった。またその8人の中で黒人はフランクリンとコンドリーザ・ライス国務長官の2人だけであった。
2006年6月にフランクリンはオークションで競売される予定であったキング牧師の資料について、キング牧師の母校モアハウス大学へ寄贈するよう働きかけた。競売にかけられる予定であったキング牧師の資料は7000点以上あり、遺族が管理していた。だが資料が散逸する恐れがあったため、フランクリンは競売を取りやめるよう遺族に要求した。最終的に、キング牧師の資料はモアハウス大学へと寄贈された。
私は、キング牧師の遺産について、このような方法で後世に残せることができるとは、想像だにできませんでした。ささやかではありましたが、私もまたキング牧師の遺産を残すための力添えになることができました。私はいま、感動で溢れています。